# Хартвел (Небраска)
Хартвел (енгл. Heartwell) град је у америчкој савезној држави Небраска.

## Демографија
По попису из 2010. године број становника је 71, што је 9 (-11,3%) становника мање него 2000. године.
| Група             | 2000.      | 2010.      |
| Белци             | 66 (82,5%) | 57 (80,3%) |
| Афроамериканци    | 0 (0,0%)   | 0 (0,0%)   |
| Азијати           | 0 (0,0%)   | 0 (0,0%)   |
| Хиспаноамериканци | 14 (17,5%) | 13 (18,3%) |
| Укупно            | 80         | 71         |